# Клеопатра (филм из 1963)
Клеопатра (енгл. Cleopatra) је амерички епски историјско-драмски филм из 1963. године, у режији Џозефа Л. Манкевица, који је заједно са Раналдом Макдугалом и Сиднијем Букманом написао сценарио према књизи The Life and Times of Cleopatra аутора Карла Марије Францера, као и према историјским делима Плутарха, Светонија и Апијана. Насловну улогу у филму тумачи Елизабет Тејлор, док у осталим улогама наступају Ричард Бартон, Рекс Харисон, Роди Макдауал и Мартин Ландау. Филм прати борбу младе египатске краљице Клеопатре VII да се одупре империјалистичким амбицијама Рима.
Волтер Вангер је дуго размишљао о продуцирању биографског филма о Клеопатри. Године 1958, његова продукцијска кућа удружила се са студиом Twentieth Century Fox ради снимања овог филма. Након дуготрајне потраге за глумицом, Елизабет Тејлор је потписала уговор за насловну улогу за тада рекордну плату од 1 милион долара. Рубен Мамулијан је ангажован као редитељ, а сценарио је претрпео бројне измене које су направили Најџел Балчин, Дејл Васерман, Лоренс Дарел и Нанали Џонсон. Главно снимање почело је у студију Pinewood 28. септембра 1960. године, али су здравствени проблеми Елизабет Тејлор успорили даље снимање. Продукција је обустављена у новембру након што је буџет био премашен, а снимљено је било свега 10 минута употребљивог материјала.
Мамулијан је поднео оставку на место редитеља, а заменио га је Манкевиц, који је претходно режирао филм Изненада, прошлог лета (1959) са Тејлоровом у главној улози. Снимање је премештено у студио Cinecittà, где је настављено 25. септембра 1961. године, без довршеног сценарија. Током снимања, у светским медијима избио је скандал када је објављено да су Тејлорова и Ричард Бартон, њени партнер у филму, у ванбрачној афери. Снимање је завршено 28. јула 1962, а додатна снимања одвијала су се од фебруара до марта 1963. године. Са процењеним трошковима продукције од 31 милион долара (не рачунајући 5 милиона долара потрошених на неуспело снимање у Британији), Клеопатра је у то време постала најскупљи филм икада снимљен и готово је довела студио Twentieth Century Fox до банкрота. Трошкови дистрибуције, копија и маркетинга додали су још 13 милиона долара на рачун студија.
Филм је премијерно приказан 12. јуна 1963. у Њујорку. Добио углавном позитивне критике у САД, али неповољне у Европи. Постао је филм са највећом зарадом у 1963. години, са приходом од 57,7 милиона долара у САД и Канади, и један од најуспешнијих филмова деценије на глобалном нивоу. Ипак, филм је у почетку бележио губитке због укупних трошкова продукције и маркетинга од 44 милиона долара. Филм је био номинован за девет Оскара, укључујући онај за најбољи филм, а победу је однео у четири категорије: за најбољу сценографију у боји, најбољу фотографију у боји, најбоље визуелне ефекте и најбољу костимографију у боји.

## Радња
После битке код Фарсала 48. године пре нове ере, Јулије Цезар одлази у Египат, под изговором да је именован извршиоцем тестамента оца младог фараона Птолемеја XIII и његове старије сестре и сувладарке Клеопатре. Птолемеј и Клеопатра су у сред грађанског рата, а она је протерана из престонице Александрије. Птолемеј влада сам, под надзором своја три „старатеља”: главног евнуха Потина, учитеља Теодота и генерала Ахила.
Клеопатра убеђује Цезара да јој врати престо који јој је преотео Птолемеј. Цезар, који ефективно преузима контролу над краљевством, осуђује Потина на смрт због покушаја атентата на Клеопатру, а Птолемеја прогања у источну пустињу, где ће он и његова бројчано надјачана војска сигурно страдати у борби против Митридата. Клеопатра је крунисана за краљицу Египта и почиње да сања о томе да са Цезаром влада светом, док он са своје стране жели да постане краљ Рима. Њих двоје се венчавају, а када им се роди син, Цезарион, Цезар га јавно признаје, што постаје тема разговора у Риму и сенату.
Након што је проглашен доживотним диктатором, Цезар шаље по Клеопатру. Она долази у Рим у раскошној процесији и осваја одушевљење римског народа. Сенат је све незадовољнији због гласина да Цезар жели да буде крунисан за краља. На мартовске иде 44. године п. н. е., група завереника убија Цезара и бежи из града, започињући побуну. Савез између Октавијана (Цезаровог усвојеног сина), Марка Антонија (Цезаровог најближег сарадника и генерала) и Марка Емилија Лепида гуши побуну и дели републику. Клеопатра је бесна јер Цезаров тестамент признаје Октавијана, а не Цезариона, за званичног наследника, и враћа се у Египат.
Док планира поход на Партију на истоку, Антоније схвата да су му потребни новац и ресурси које само Египат може да обезбеди. Након што више пута одбије да напусти Египат, Клеопатра коначно пристаје и среће се с њим на својој краљевској лађи у Тарсу. Њих двоје започињу љубавну аферу. Након што Октавијан уклони Лепида, Антоније се враћа у Рим и жени Октавијанову сестру Октавију да би избегао политички сукоб. То разбесни Клеопатру. Антоније и Клеопатра се мире и венчавају, а Антоније се разводи од Октавије. Октавијан, бесан, чита Антонијев тестамент римском сенату, у коме стоји да Антоније жели да буде сахрањен у Египту. Рим се окреће против Антонија, и Октавијанов позив на рат против Египта дочекан је са одушевљењем. Рат је одлучен у поморској бици код Акцијума 2. септембра 31. п. н. е., у којој Октавијанова флота под командом Агрипе односи победу над водећим бродовима Антонијево-египатске флоте. Мислећи да је Антоније мртав, Клеопатра наређује египатским трупама да се повуку. Антоније је прати, остављајући своју флоту без команде, што води до њеног пораза.
Неколико месеци касније, Клеопатра шаље прерушеног Цезариона ван Александрије. Убеђује Антонија да поново преузме команду над својим трупама и супротстави се Октавијановој војсци која напредује ка Египту. Међутим, током ноћи, Антонијеви војници га напуштају. Руфион, последњи човек који му је остао веран, извршава самоубиство. Антоније покушава да изазове Октавијана на двобој, али на крају мора да се повуче у град. Када се врати у палату, Аполодор, који је и сам био заљубљен у Клеопатру, каже му да је она у свом гробном храму, како му је и наредила, и наводи га да поверује да је мртва. Антоније се пробада својим мачем. Аполодор затим признаје да је слагао и помаже му да се довуче до гробнице, где су се Клеопатра и две слушкиње склониле. Антоније умире у Клеопатрином загрљају.
Октавијан са својом војском улази у Александрију, довозећи тело мртвог Цезариона у колима. Тамо открива и тело мртвог Аполодора, који се отровао. Потом сазнаје да је Антоније мртав, а да се Клеопатра налази у својој гробници. Нуди јој да влада Египтом као римском провинцијом ако пође с њим у Рим. Клеопатра, знајући да јој је син мртав, пристаје на те услове, заклињући се у синовљев живот да неће наудити себи. Када Октавијан оде, она наређује слушкињама да јој помогну у самоубиству. Када Октавијан и његови стражари упадну у њену собу, затичу је мртву, обучену у злато, заједно са њеним слушкињама и змијом која ју је убила.

## Улоге
| Глумац           | Улога                     |
| ---------------- | ------------------------- |
| Елизабет Тејлор  | Клеопатра VII             |
| Рекс Харисон     | Јулије Цезар              |
| Ричард Бартон    | Марко Антоније            |
| Памела Браун     | висока Изидина свештеница |
| Џорџ Кол         | Флавије                   |
| Хјум Кронин      | Сосиген                   |
| Чезаре Данова    | Аполодор                  |
| Кенет Хејг       | Марко Јуније Брут         |
| Ендру Кир        | Марко Випсаније Агрипа    |
| Мартин Ландау    | Руфион                    |
| Роди Макдауал    | Октавијан Август          |
| Роберт Стивенс   | Германик                  |
| Франческа Анис   | Еира                      |
| Грегоар Аслан    | Потин                     |
| Мартин Бенсон    | Рамес                     |
| Херберт Бергхоф  | Теодот                    |
| Џон Керни        | Феб                       |
| Џеки Чен         | Лотус                     |
| Изабел Кули      | Кармијан                  |
| Џон Дусет        | Ахил                      |
| Ендру Фолдс      | Публије Кандидије Крас    |
| Мајкл Гвин       | Луције Тилије Цимбер      |
| Мајкл Хордерн    | Марко Тулије Цицерон      |
| Џон Хојт         | Гај Касије Лонгин         |
| Марн Мејтланд    | Еуфранор                  |
| Керол О’Конор    | Сервилије Каска           |
| Ричард О’Саливан | Птолемеј XIII             |
| Гвен Вотфорд     | Калпурнија                |
| Даглас Вилмер    | Децим Јуније Брут         |
| Џин Марш         | Октавија                  |

## Галерија
- Елизабет Тејлор као Клеопатра
- Елизабет Тејлор као Клеопатра
- Рекс Харисон као Јулије Цезар
- Ричард Бартон као Марко Антоније
- Клеопатрини робови